# Basiliscus vittatus
Basiliscus vittatus
El toloque rayado, también conocido como basilisco marrón, basilisco rayado, pasa ríos rayado, tequereque, tenguereche o turipaché, es una especie de lagarto perteneciente a la familia Corytophanidae, distribuida en América Central, México y el noroeste de Colombia.
En El Salvador, además se le conoce como chorchingalo, denominación que alude a su prominente cresta cefálica. Esta estructura, similar a una pequeña corona, ha inspirado nombres populares cargados de identidad cultural y cierta mística local.

## Descripción
El macho puede alcanzar hasta 61 centímetros de longitud total, incluida la cola, mientras que la hembra es de menor tamaño. Su peso varía entre 200 y 600 gramos. Presenta una coloración marrón u oliva, con bandas transversales negras. Posee crestas en la cabeza, el dorso y la cola, además de patas traseras robustas con solapas de piel entre los dedos, lo que le permite desplazarse sobre el agua al correr. Esta habilidad le ha valido el sobrenombre de "el lagarto que camina sobre el agua".

## Distribución y hábitat
Es nativo de México, América Central y el noroeste de Colombia. En México, se distribuye desde Nayarit hasta Chiapas en la vertiente del Pacífico, y desde Veracruz hasta Quintana Roo en la vertiente del Golfo. También ha sido introducido en Florida (Estados Unidos), donde se ha establecido como especie silvestre. Habita en zonas tropicales y subtropicales, especialmente cerca de cuerpos de agua como ríos y arroyos.

## Conservación
De acuerdo con la Lista Roja de la Unión Internacional para la Conservación de la Naturaleza (UICN), *Basiliscus vittatus* está clasificado como especie de preocupación menor, ya que sus poblaciones son estables y no enfrenta actualmente amenazas significativas.

## Descripción
El basilisco marrón macho puede alcanzar 61 centímetros (24 pulgadas) de longitud total (incluida la cola), pero la hembra es algo más pequeña. Tiene una cresta dorsal de tres partes en la cabeza, a lo largo de la espalda y a lo largo de la cola. La coloración es marrón u oliva con bandas cruzadas negras. Las bandas cruzadas generalmente están solo en los flancos y en la cresta dorsal. También hay una franja blanca, que se extiende desde los ojos hasta las patas traseras. El macho tiene una cresta más grande que la hembra. El basilisco marrón pesa 200–600 g (0.44–1.32 lb). Tiene dedos largos con garras afiladas.

## Comportamiento
Basiliscus vittatus está en el mismo infraorden que la familia Iguanidae. Como la mayoría de los reptiles, el basilisco marrón está activo durante el día. Su excelente camuflaje le permite permanecer inmóvil y muy difícil de detectar. La vida útil máxima del basilisco marrón es probablemente de alrededor de 7 a 8 años. En la naturaleza, la mayoría muere mucho antes.

## Reproducción
Los basiliscos marrones hembras ponen de 2 a 18 huevos, de cinco a ocho veces al año. Los huevos eclosionan después de unos tres meses y los bebés pesan aproximadamente 2 g (0.071 oz).

## Galería de imágenes

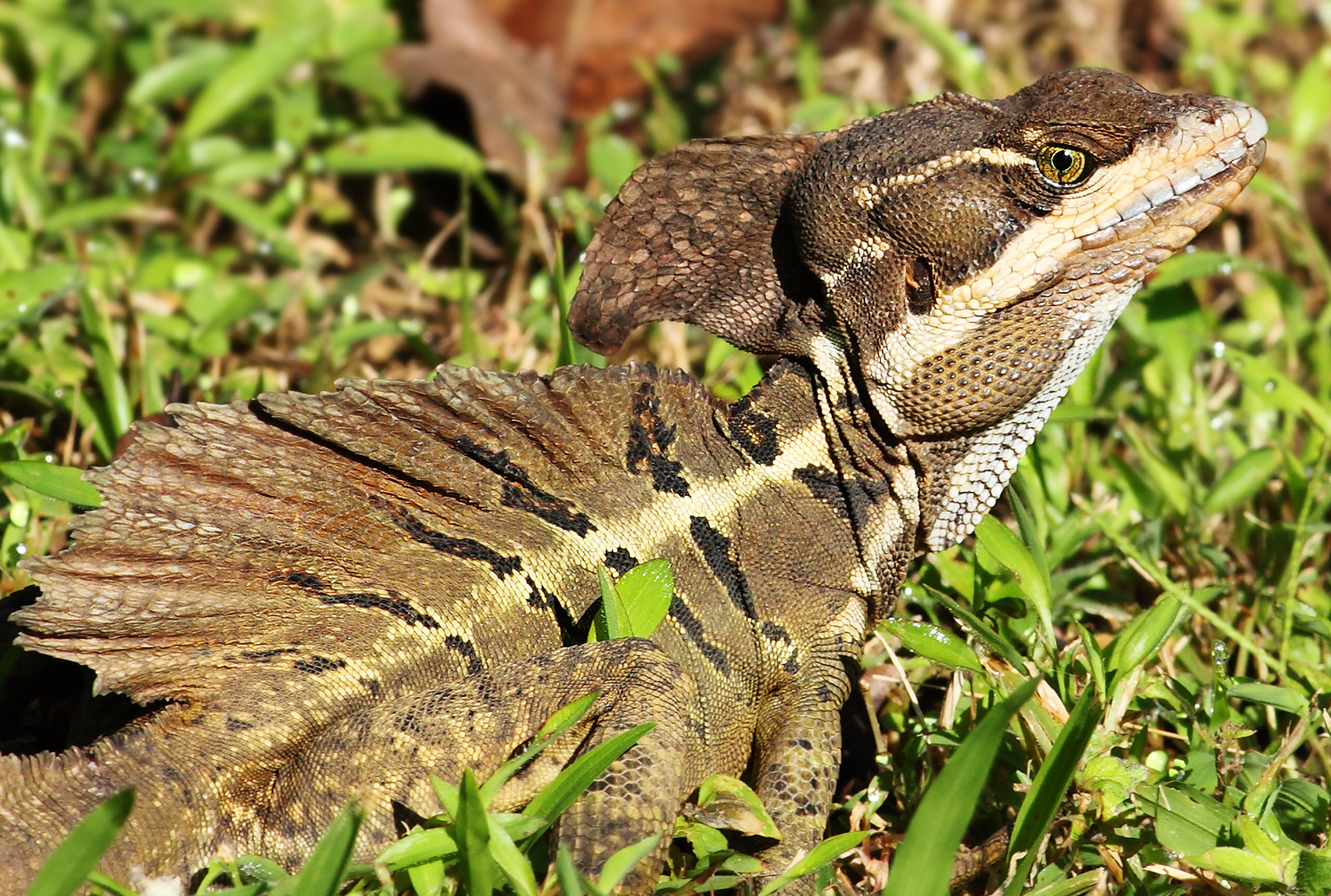
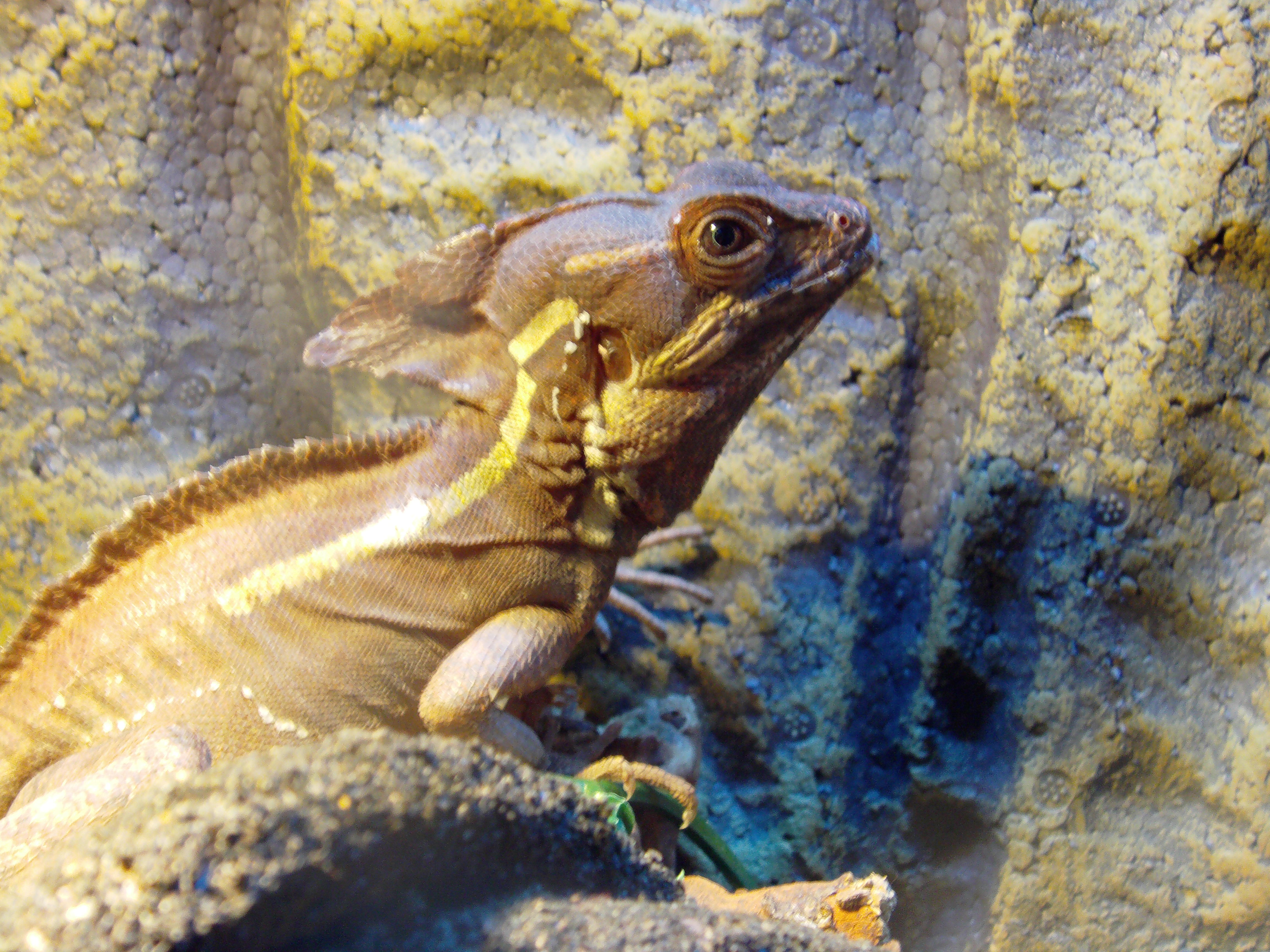
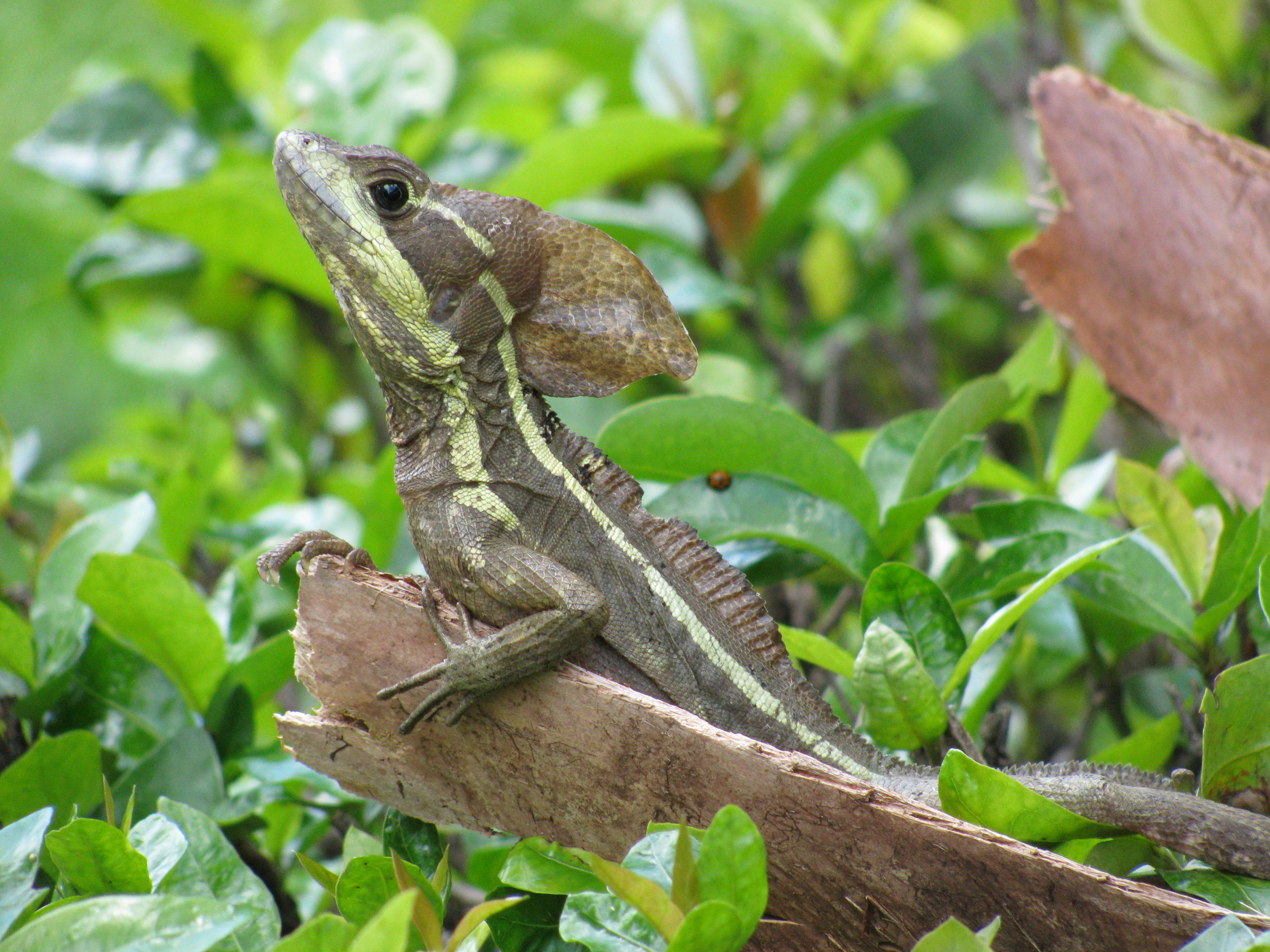
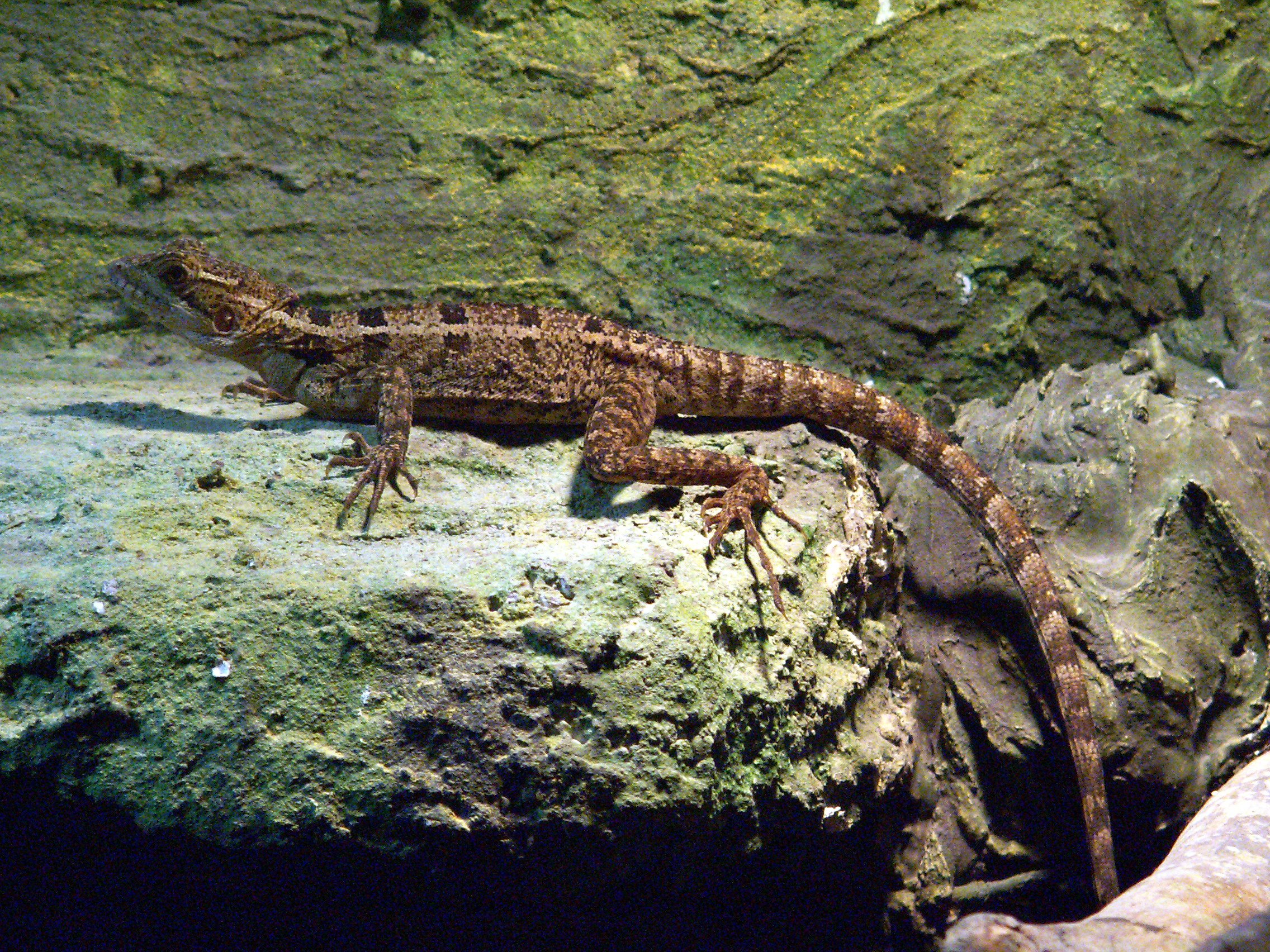